# Rhein-Galerie

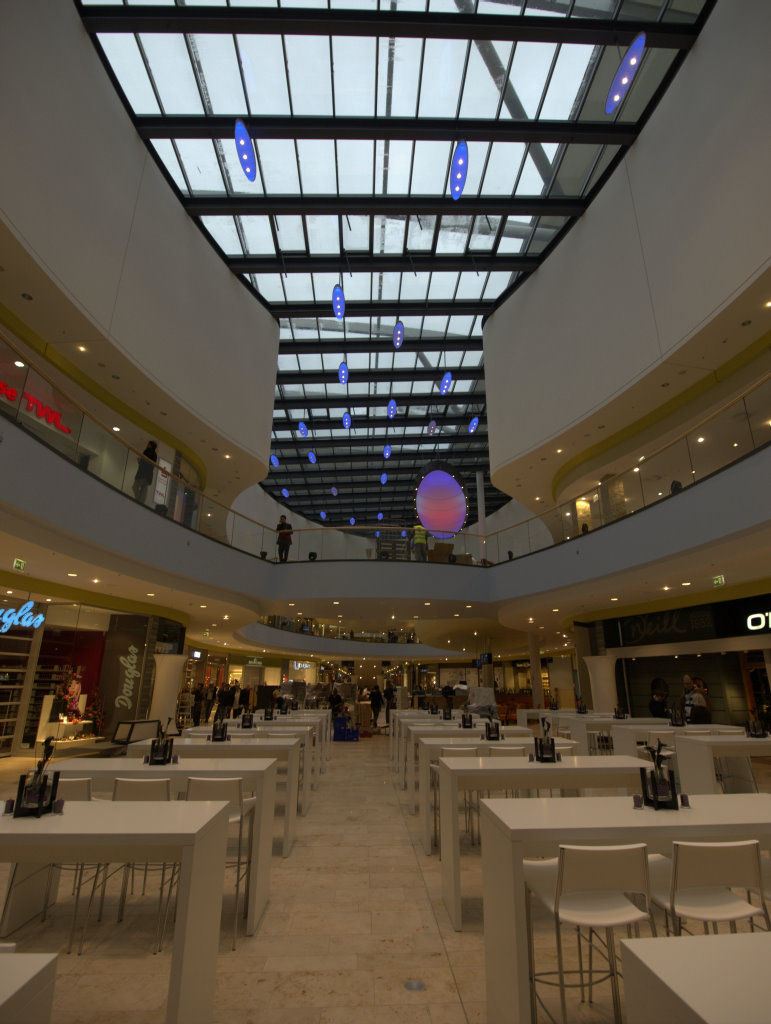
Die Rhein-Galerie von innen am Tag der Einweihung

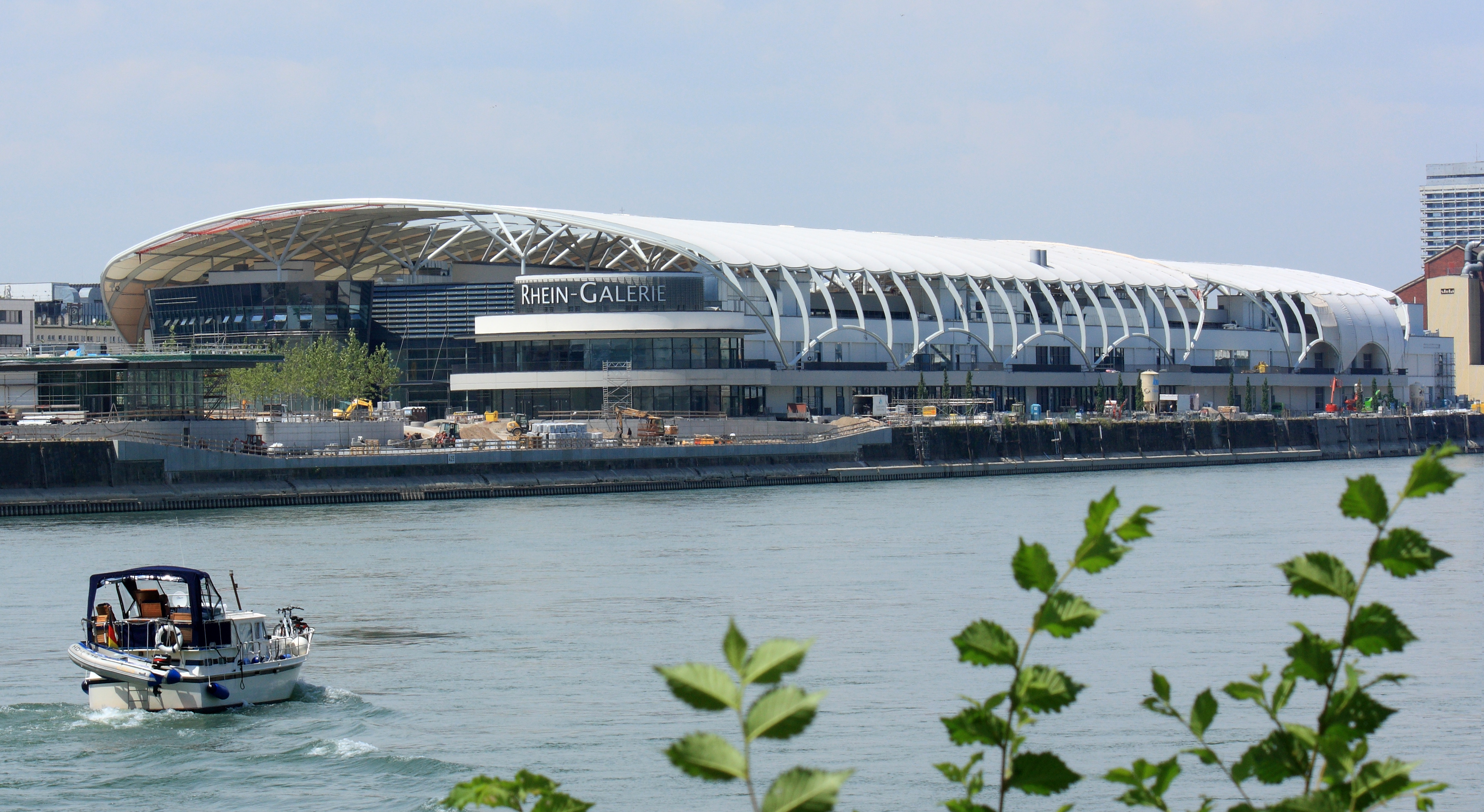
Die Rhein-Galerie im Juli 2010

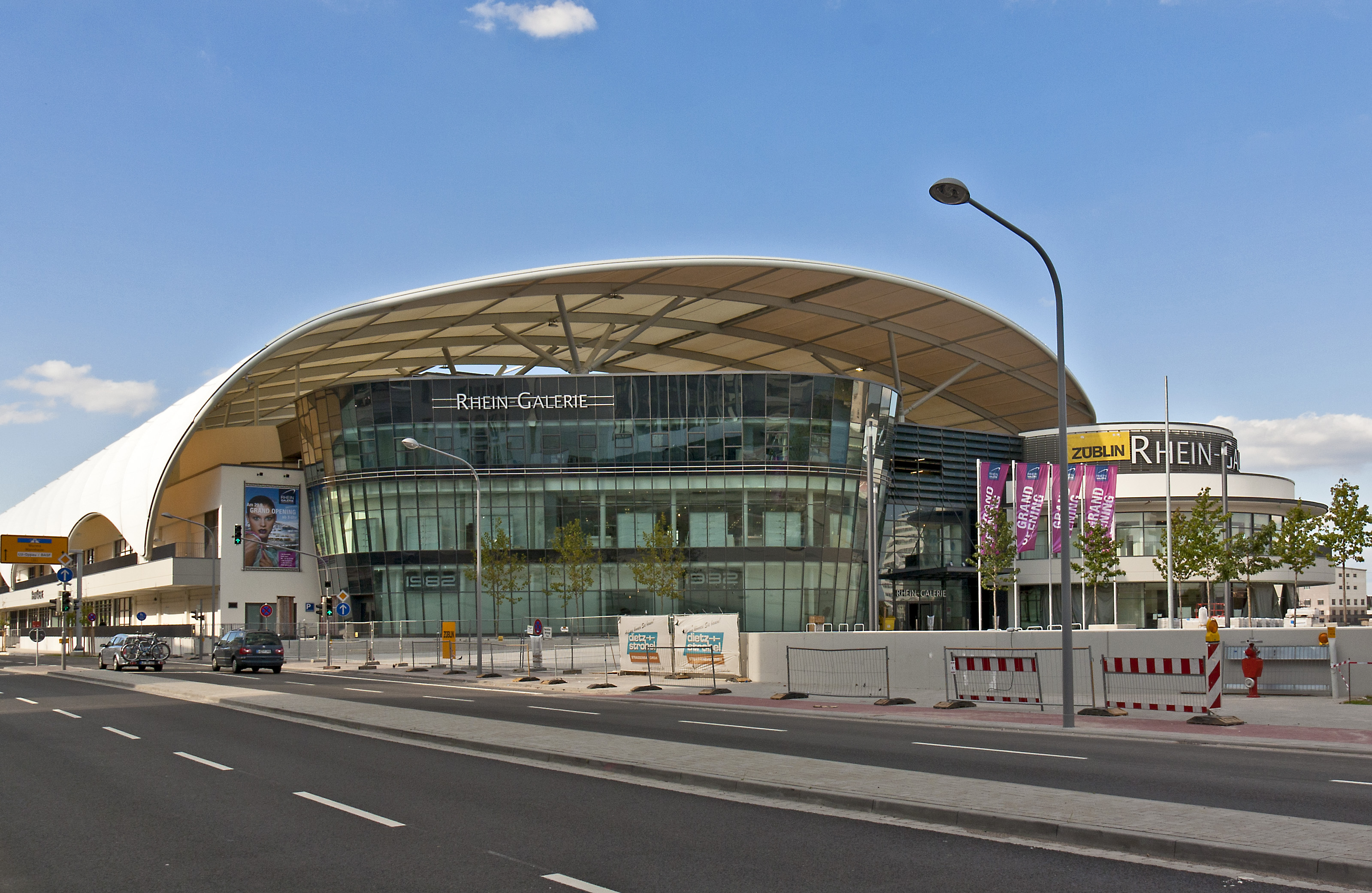
Sicht aus der Zollhofstraße (Sept. 2010)

Die Rhein-Galerie ist ein Einkaufszentrum in der Stadt Ludwigshafen am Rhein.

## Projekt
Am 29. September 2010 wurde die Rhein-Galerie auf dem Gebiet des ehemaligen Hafengeländes am Zollhof eröffnet. Neben dem neuen Einkaufszentrum ist auch ein öffentlicher Stadtplatz direkt am Rhein entstanden. Mit diesem Projekt sollte die Innenstadt an den Rhein gebracht werden. Auf einer Verkaufsfläche von rund 30.000 Quadratmetern sind 130 Geschäfte vorhanden. Der Schwerpunkt des Branchenmix liegt bei Textilien, Parfümerien, Schmuck, Accessoires sowie einer Vielzahl von Restaurants, Cafés.
Auch ein Business-Hotel mit drei bis vier Sternen und 180 Zimmern ist geplant, dieses Projekt sollte 2016/2017 realisiert werden. In Erinnerung an den Zollhofhafen wurden im Außenbereich der Rheingalerie eine Werfthalle sowie ein mittlerweile sanierter Hafenkran erhalten. Die Halle wurde im November 2011 an Cyperfection (Agentur für digitale Markenführung) verkauft.
Die Investitionssumme der Hamburger Firma ECE Projektmanagement beträgt 220 Millionen Euro, es entstanden 1.200 neue Arbeitsplätze. Am 19. Juni 2008 erwarb die Union Investment Real Estate 94,9 Prozent der Anteile an der Rhein-Galerie, 5,1 Prozent blieben zunächst bei der ECE. Diese 5,1 Prozent gingen zu einem späteren Zeitpunkt komplett auf die Union Investment über.
Die Anlage ist so konzipiert, dass eine direkte Sichtbeziehung zum Rhein besteht. Zu erreichen ist das neue Einkaufscenter mit dem Auto, mit öffentlichen Verkehrsmitteln, dem Fahrrad oder zu Fuß.

## Bau
|  | Zollhof vor dem Umbau      |
|  | Zollhof während des Umbaus |

## Kritik
Bürger und einzelne Gewerbetreibende bezweifeln, dass dieses Projekt den versprochenen Entwicklungsschub für die Stadt bringen kann. In diesem Zusammenhang wird immer wieder auf das Einkaufszentrum Walzmühle hingewiesen, in dem bereits etliche Mieter schon wieder ausgezogen sind.
Befürworter wie der Einzelhandelsverband hingegen argumentieren, dass das Projekt gerade im Vergleich zur Ludwigshafener Walzmühle aufgrund der schieren Größe (130 Geschäfte im Vergleich zu 25 in der Walzmühle), eines renommierten Betreibers sowie der in der Region einmaligen Lage direkt am Rhein eine spürbare Magnetwirkung entfalten wird, welche auch dem angeschlagenen Einzelhandel der bestehenden Innenstadt zugutekommen wird.

## Erreichbarkeit mit Bus und Bahn
Die Rhein-Galerie ist mit den Bussen und Bahnen der RNV GmbH wie folgt zu erreichen:
- Linie 75: Rheingönheim – Marienkrankenhaus – Hochfeldstraße – LU Hochschule – LU Hauptbahnhof – Rhein-Galerie – Berliner Platz (nur Richtung Berliner Platz)
- Linie 76: Maudach – Marienkrankenhaus – Knappenwegstraße – LU Hochschule – Rhein-Galerie – Berliner Platz
- Linie 6:  Rheingönheim – Berliner Platz – Ludwigstraße (Fußweg ca. 400 m zur Rhein-Galerie) – MA Rangierbahnhof
- Linie 7:  MA Vogelstang – Berliner Platz – Ludwigstraße (Fußweg ca. 400 m zur Rhein-Galerie) – Oppau

Der nächste Bahnhof ist der Bahnhof Ludwigshafen (Rhein) Mitte, der Fußweg beträgt etwa 700 Meter.